# پروتئین اسپراوتی
پروتئین اسپراوتی (انگلیسی: Sprouty protein) در زیست‌شناسی مولکولی نوعی پروتئین اُنتوژنیک (تکاملی) است که در نشانه‌گذاری یاخته نقش دارد. این پروتئین از طریق مهار «مسیر پیام‌دهی MAPK/ERK» کار می‌کند.
عملکرد این پروتئین نخستین بار در مگس سرکه مورد بررسی قرار گرفت که در آن با جلوگیری از «مسیر BNL-FGF»، موجب مهار شاخه‌شاخه‌شدنِ نای در این حشره می‌شود.
این پروتئین‌ها همگی، یک ناحیهٔ محافظت‌شدهٔ غنی از سیستئین در سی-ترمینال خود به نام «دومِـین SPR» دارند. این دومِـین، یک دومین جدید و بدیعِ جابه‌جایی کروموزومی از غشاء سلول به سیتوزول است.